# Valvola cardiaca
Le valvole cardiache sono strutture che regolano il flusso del sangue all'interno del cuore. Si tratta di appendici di tessuto essenzialmente fibroso, rivestite da endocardio, che controllano il passaggio del sangue attraverso gli orifizi che collegano gli atri con i ventricoli ed i ventricoli con l'aorta o l'arteria polmonare.

## Aspetti generali
Le valvole cardiache sono quattro:
- valvola tricuspide;
- valvola bicuspide o mitrale;
- valvola aortica con tre cuspidi semilunari;
- valvola polmonare con tre cuspidi semilunari.

L'apertura e la chiusura delle valvole è interamente legata alle variazioni pressorie intracardiache. Non esiste infatti alcun tipo di controllo nervoso o muscolare sull'attività delle valvole, che sono dunque semplicemente spinte dal flusso stesso del sangue. Il principale compito delle valvole cardiache è quello di impedire, garantendo una resistenza efficace e passiva, il riflusso del sangue verso gli atri durante la fase sistolica o "contrazione ventricolare" (valvole tricuspide e bicuspide) o verso i ventricoli durante la fase diastolica o "rilasciamento ventricolare" (valvole semilunari).
Le valvole cardiache sono spesso soggette a varie patologie, che possono ridurne l'efficienza. Talvolta, si ricorre all'intervento chirurgico di sostituzione con protesi valvolare cardiaca.

## La valvola tricuspide
La valvola tricuspide (detta anche valvola tricuspidale) è una valvola di forma ovale (diametro di 40 mm) che regola il flusso sanguigno tra l'atrio destro ed il  ventricolo destro.
Deve il suo nome alle tre lamine da cui è composta, che sono dette cuspidi. Ognuna è caratterizzata da una faccia assiale, una faccia parietale, un margine aderente (che prende contatto con l'orifizio) ed un margine libero. Strutture fibrose (dette corde tendinee) connettono i  muscoli papillari ai margini liberi dei lembi valvolari assicurando la loro coaptazione durante la sistole.
Il focolaio di ascoltazione della tricuspide è situato nel IV spazio intercostale marginosternale destro e sinistro.

## La valvola mitrale
La valvola mitrale, così chiamata per la somiglianza con il copricapo cerimoniale (nota anche come valvola bicuspide)  ha un diametro di oltre 30 mm, regola il flusso sanguigno tra l'atrio sinistro ed il ventricolo sinistro  ed ha un orifizio di 4-6 cm². Secondo le più moderne tendenze, si preferisce oggi chiamare il complesso sistema mitralico come apparato valvolare mitralico e non più come valvola mitrale, in quanto è la complessa interazione fra anello valvolare, lembi valvolari, corde tendinee, muscoli papillari e ventricolo sinistro a far funzionare correttamente il meccanismo della valvola.
Come la valvola tricuspide, presenta una forma leggermente ovale. A differenza della tricuspide, la valvola mitrale presenta due cuspidi: una, più grande, posta in avanti e medialmente, che corrisponde alla parete anteriore e sinistra del setto, guarda l'orifizio aortico e si chiama cuspide anteriore o aortica; l'altra, più piccola, posta indietro e lateralmente, che corrisponde alla parete posteriore del ventricolo sinistro e si chiama cuspide posteriore. Il lembo anteriore della mitrale è sempre liscio. I muscoli papillari sono due e sorgono in prossimità dell'apice del ventricolo sinistro: uno si chiama anteriore e sta avanti e lateralmente, l'altro si chiama posteriore e sta a destra e lateralmente. Le corde tendinee si inseriscono sulle cuspidi valvolari in modo da ottimizzare la distribuzione dello stress durante la sistole.
Il focolaio di ascoltazione della mitrale è situato in una zona detta l'itto della punta, che corrisponde all'apice del cuore e si apprezza nel 5° spazio intercostale un centimetro all'interno della linea emiclaveare.

## La valvola semilunare aortica

Analisi di una valvola semilunare aortica

La valvola semilunare aortica o valvola aortica (diametro di 20 mm) regola il flusso sanguigno dal cuore verso il sistema circolatorio.
Localizzata presso l'orifizio che collega l'aorta al ventricolo sinistro, la valvola ha una struttura a nido di rondine. Erroneamente si considera come unica valvola la somma dei tre lembi, in realtà ogni lembo costituisce una valvola e la loro posizione sfalsata assicura la chiusura del vaso impedendo il reflusso del sangue nel ventricolo. Hanno una caratteristica forma a semiluna, da cui deriva il nome.
I tre lembi hanno un ispessimento fibroso, detto nodulo di Aranzio, che, a valvola chiusa, rende più completa la chiusura della valvola.
Il focolaio di ascoltazione corrisponde al secondo spazio intercostale destro in vicinanza dello sterno.

## La valvola semilunare polmonare
La valvola semilunare polmonare o valvola polmonare (diametro di 20 mm) regola il flusso sanguigno dal cuore verso la circolazione polmonare. Sul numero di lembi che la compongono vale il distinguo fatto per la valvola semilunare aortica.
L'ispessimento fibroso che rende più completa la chiusura prende il nome di nodulo di Morgagni.
Il focolaio di ascoltazione della semilunare polmonare corrisponde al focolaio anatomico ed è situato presso il secondo spazio intercostale sinistro nelle vicinanze dello sterno.

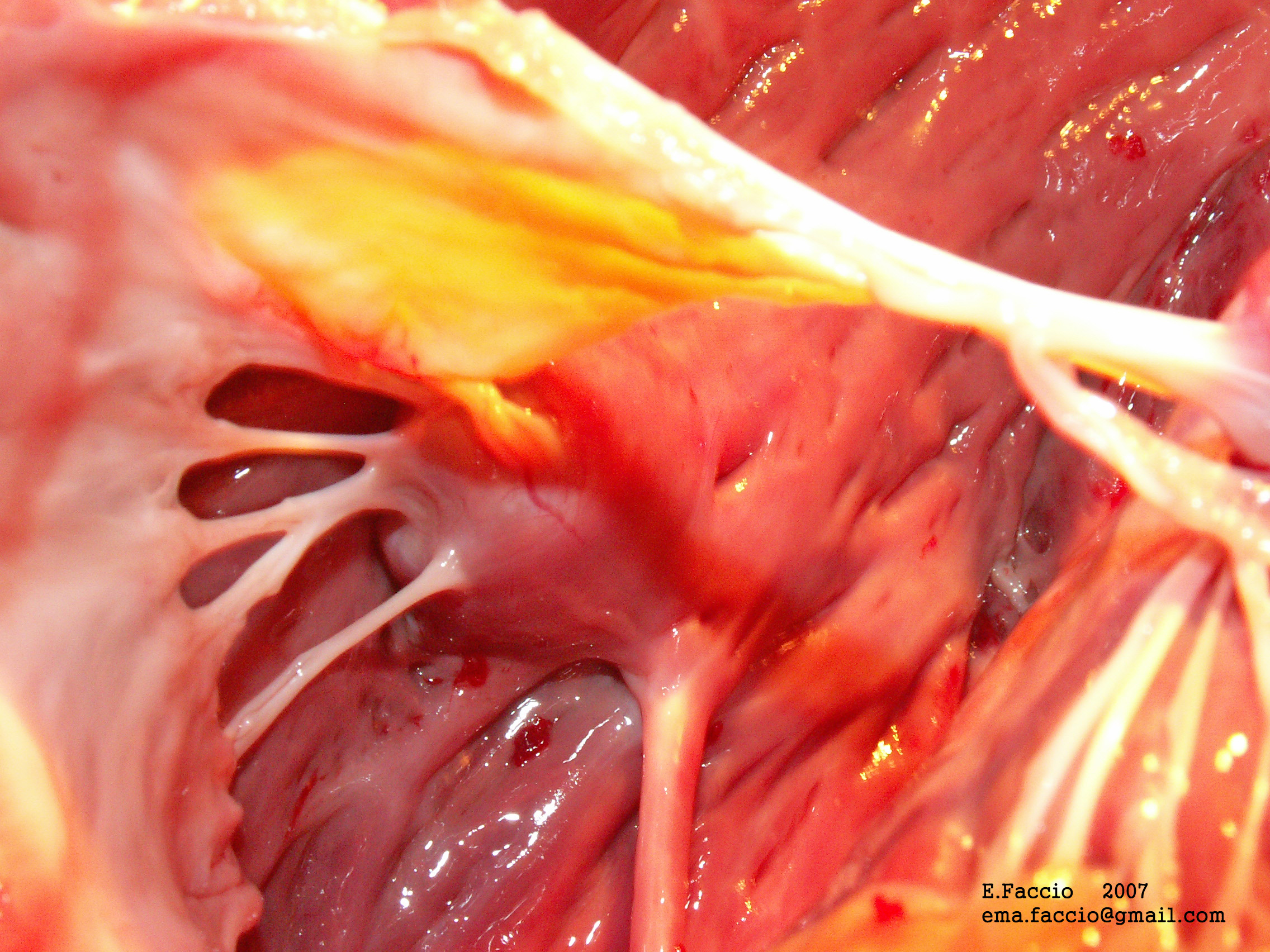
Muscolo papillare
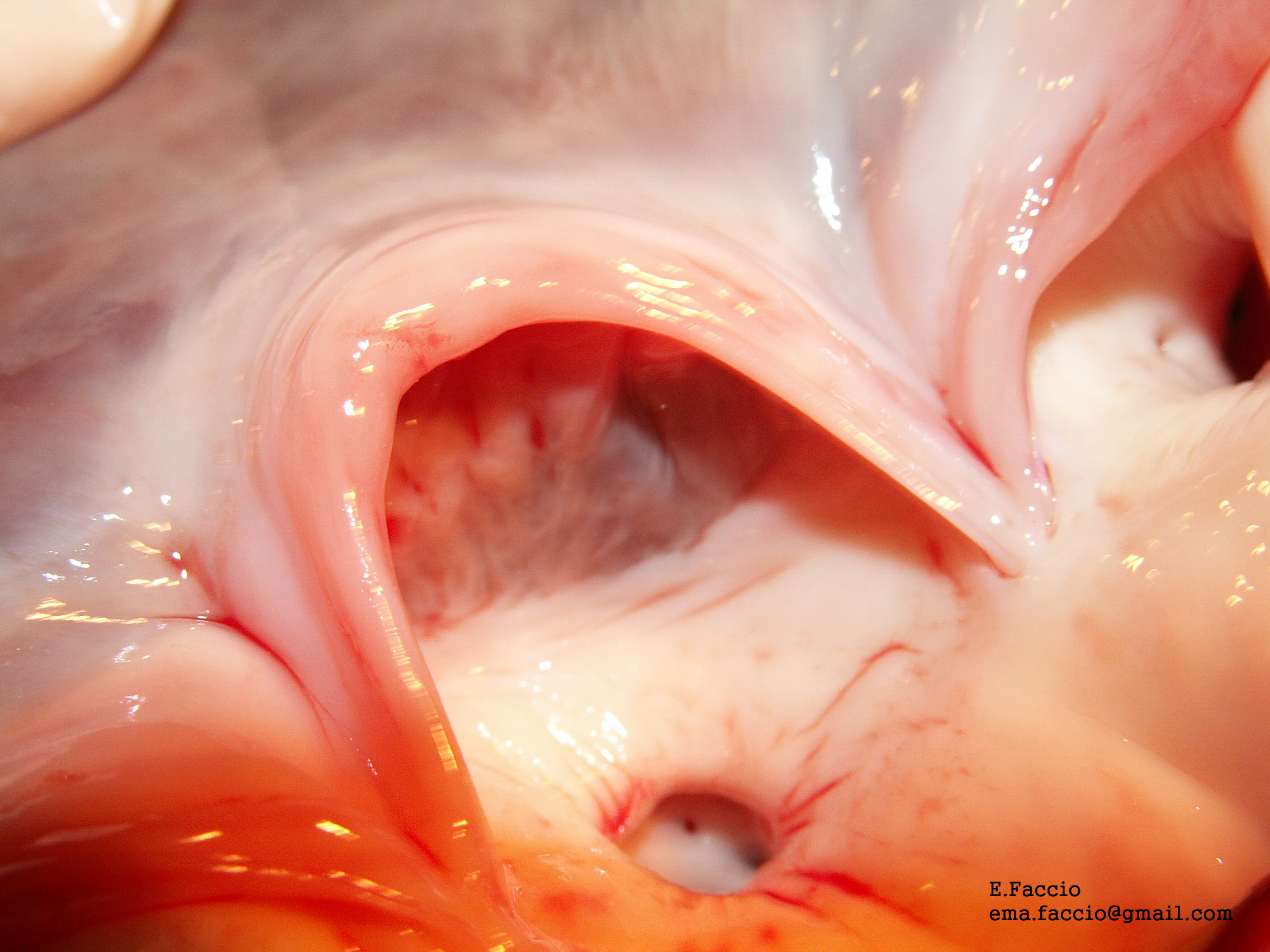
Valvole semilunari
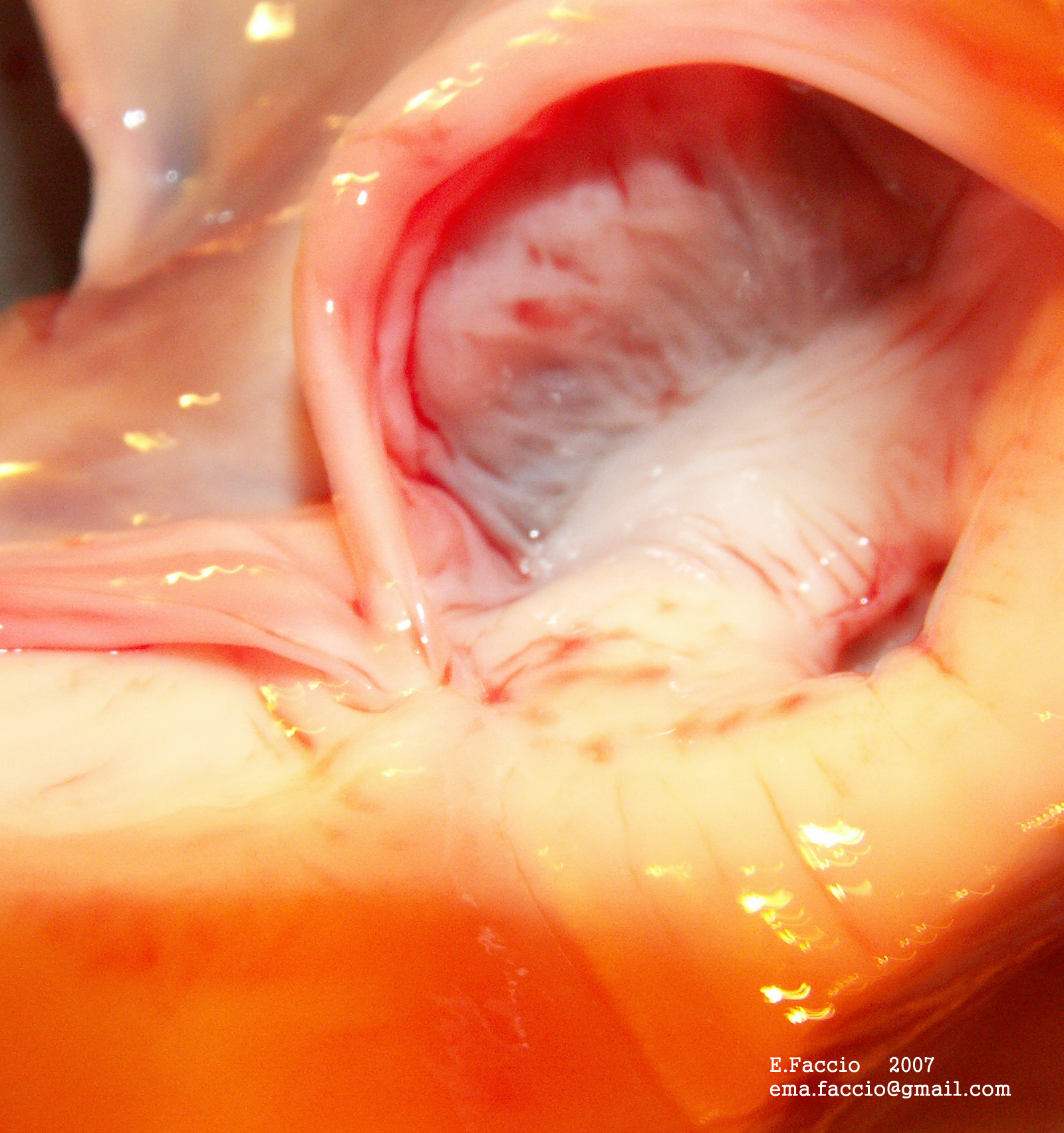
Valvola semilunare
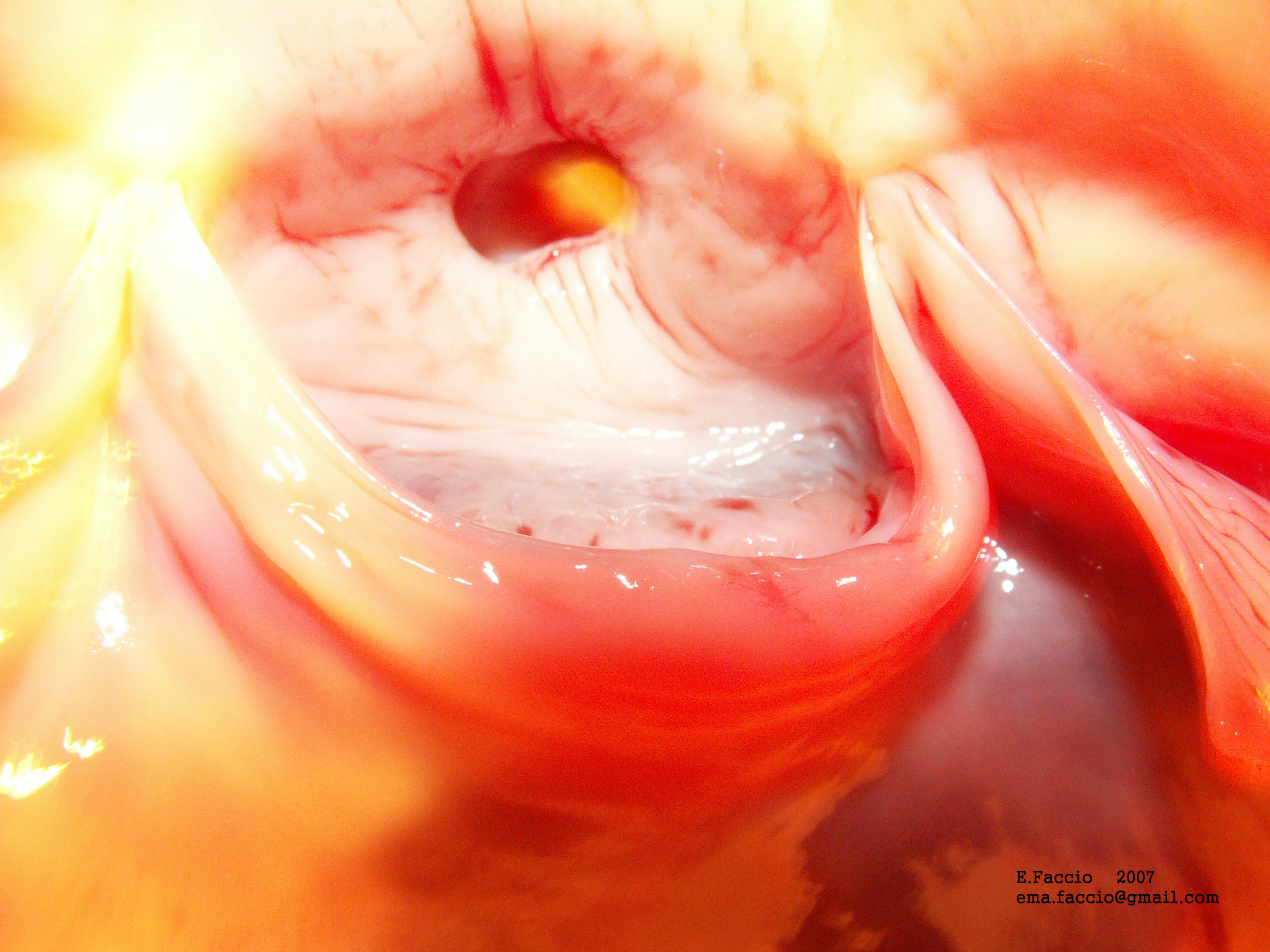
Valvola semilunare (v. anteriore)
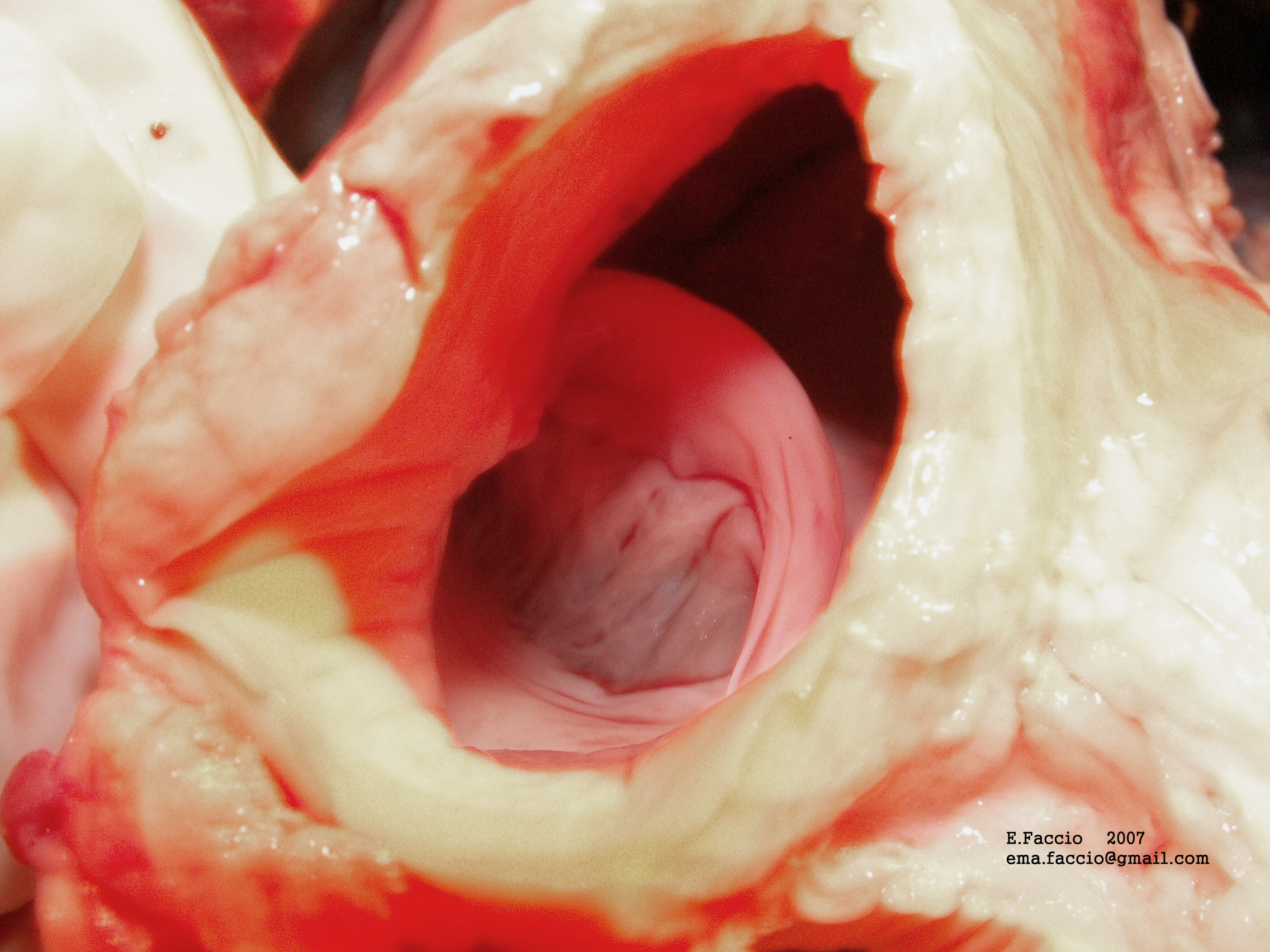
Valvola semilunare
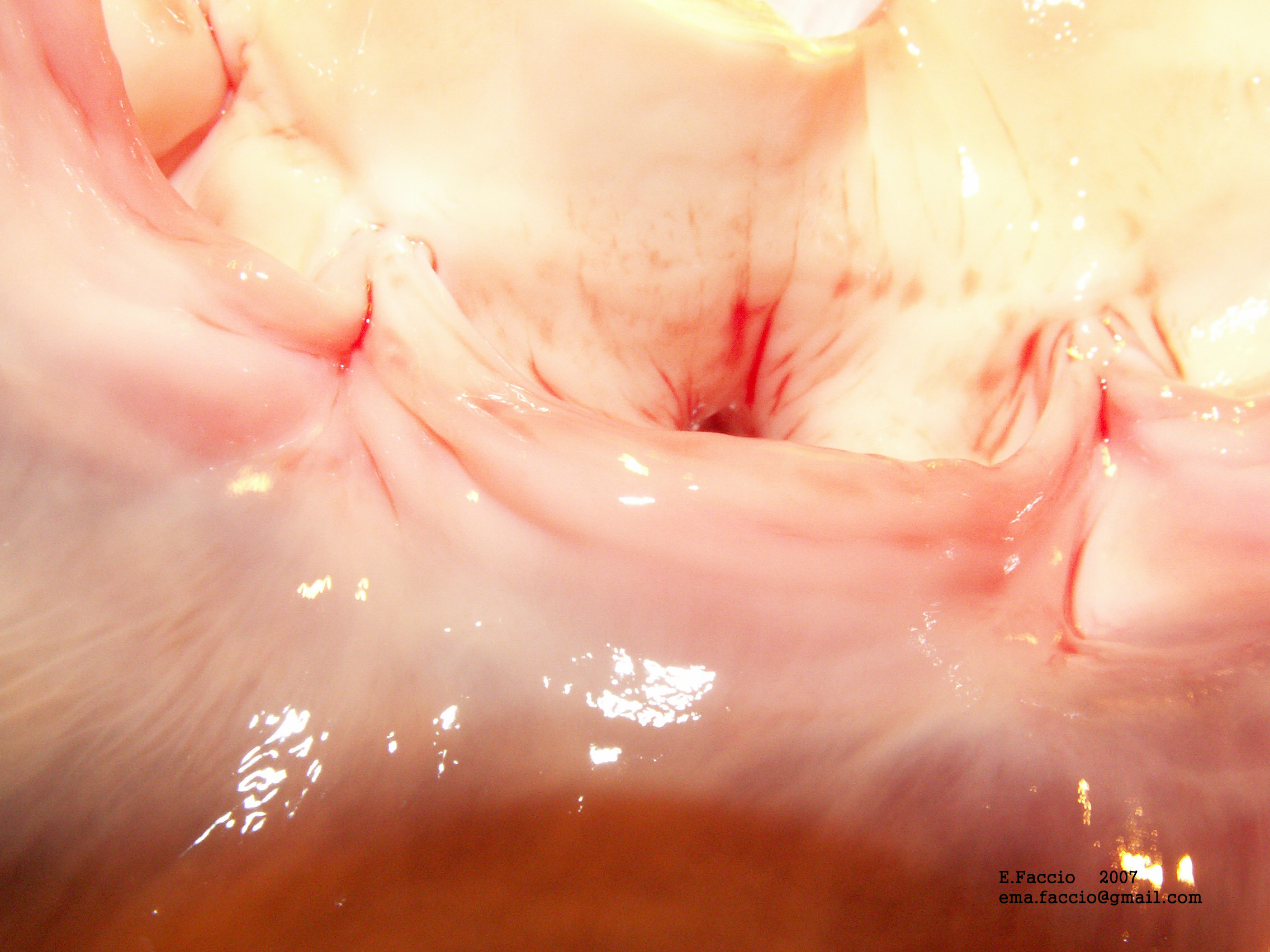
Valvola semilunare